# 宁远河 (桂林)
25°15′13″N 110°17′28″E / 25.25361°N 110.29111°E
宁远河为中国广西桂林市象山区的一条河流，在虹桥承桃花江来水，曲折南流，经雉山东麓，至萝卜洲南端汇入漓江，全长2.3千米，河床宽30—100米。因原南城门名叫宁远门，故名。目前河上有宁远桥、雉山桥两座桥梁。

## 历史
宁远河及今桃花江南门桥上游部分旧称阳江，为漓江支流。明朝洪武八年（1375年），桂林城南拓至阳江，并从阳江折转向南处开挖城壕至象鼻山北麓连接漓江，修筑虹桥为滚水坝，在阳江下游拦截江水，抬高阳江水位，使之沿着新开挖的城壕汇入漓江。虹桥上游的阳江和新开挖的城壕今合称桃花江，虹桥下游的阳江故道今则称宁远河。